# Király dala

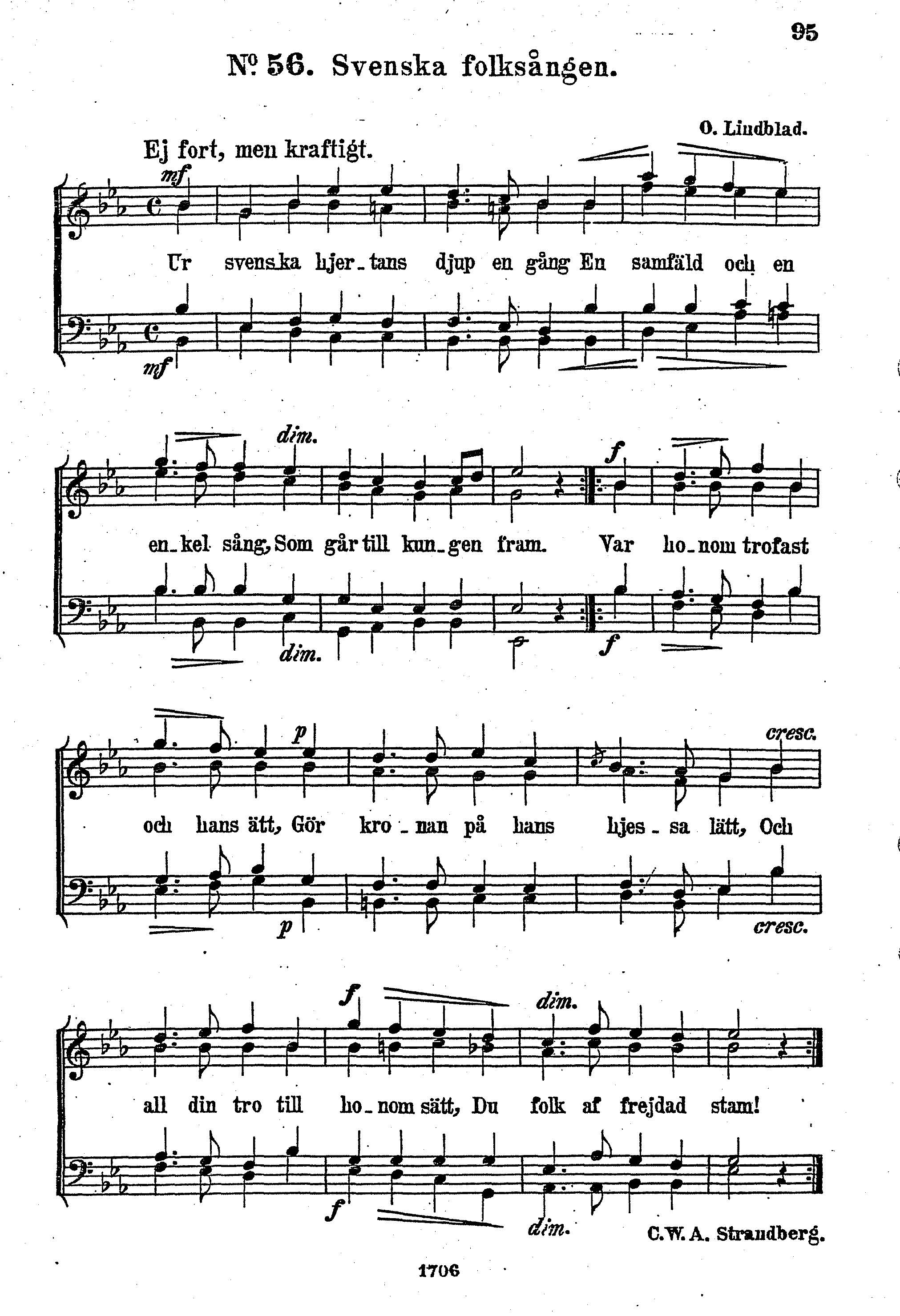
Az eredeti zenét férfikar Otto Lindblad.

A Király dala a svéd király himnusza. Szövegét Carl Wilhelms August Strandberg (1818–1877) írta, zenéjét Otto Lindblad (1809–1864) szerezte. Előtte a Bevare Gud vår kung-öt („Isten óvd a mi királyunk”) énekelték, vagy a brit uralkodó himnuszát a God save the Queent.
A Kungssången 1893 óta királyi himnusz.
| Svéd szöveg | Magyar szöveg |
| --- | --- |
| 1. Ur svenska hjärtans djup en gång en samfälld och en enkel sång, som går till konungen fram! Var honom trofast och hans ätt, gör kronan på hans hjässa lätt, och all din tro till honom sätt, du folk av frejdad stam! | 1. Egykoron a svéd szívek mélyéről, egységes és egyszerű dal, mely a királynak szól! Légy hű hozzá és családjához, Tedd koronáját könnyűvé fején, Add néki hűséged, Te nemes nép.                          |
| 2. O konung, folkets majestät är även ditt: beskärma det och värna det från fall! Stå oss all världens härar mot, vi blinka ej för deras hot: vi lägga dem inför din fot - en kunglig fotapall.                          | 2. Ó királyunk, e nép felsége mely a tiéd is, óvd hát és védd a hanyatlástól! Ha a világ minden serege ellenünk is áll, Nem féljük fenyegetésük: Lefektetjük őket lábaid elé - királyi sámliként.          |
| 3. Men stundar ock vårt fall en dag, från dina skuldror purpurn tag, lyft av dig kronans tvång och drag de kära färger på, det gamla gula och det blå, och med ett svärd i handen gå till kamp och undergång!            | 3. Ha egy nap bukásunk közeleg, Vesd le bíbor köpönyeged, Vesd le koronád terhét És tedd a szeretett színeket A sárgát és a kéket és ey karddal kezedben menj csatába és végzetünk elé.                    |
| 4. Och grip vår sista fana du och dristeliga för ännu i döden dina män! Ditt trogna folk med hjältemod skall sömma av sitt bästa blod en kunglig purpur varm och god, och svepa dig i den.                               | 4. Emeld fel még egyszer lobogónkat és vezesd még egyszer néped a végzetbe és halálba! Hű, hősies néped legjobb vérét adja érted királyi bíbort, meleget és jót azzal takarja majd be tested.              |
| 5. Du himlens Herre, med oss var, som förr du med oss varit har, och liva på vår strand det gamla lynnets art igen hos sveakungen och hans män. Och låt din ande vila än utöver nordanland!                              | 5. Mennyek Ura, légy velünk, mint ahogy velünk voltál a régi időkben, tölsd meg partjainkat élettel, és a régi lelkülettel mint volt a Svea népnél és királyuknál. Nyugodjék lelked az északi föld felett. |
| | (A cikkszerkesztő szabad fordítása) |

## Külső hivatkozások
- A svéd királyi himnusz (mp3) Archiválva 2012. április 4-i dátummal a Wayback Machine-ben
- A svéd királyi himnusz (midi)